# Christoph Engel (Schauspieler)

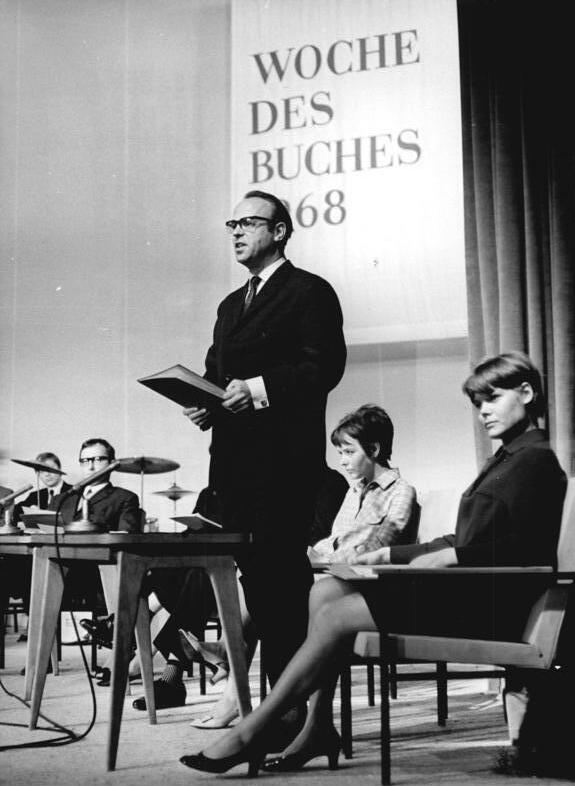
Christoph Engel (1968)

Christoph Engel (* 13. November 1925 in Worms; † 9. Dezember 2011 in Kleinmachnow) war ein deutscher Schauspieler.

## Leben
Engel studierte in Frankfurt am Main und in Mainz, wo er am Studententheater erste Erfahrungen als Darsteller und Regisseur sammelte. 1948 hatte er sein Theaterdebüt in Eggenfelden und im selben Jahr sein erstes Engagement in Plauen. 1951 wechselte er zum Berliner Ensemble unter Bertolt Brecht, 1953 ans Landestheater Halle, 1956 an das Hans-Otto-Theater in Potsdam und schließlich 1963 an das Berliner Maxim-Gorki-Theater. Dem Ensemble dieser Bühne gehörte er unter den Intendanten Maxim Vallentin und Albert Hetterle bis Anfang der 1990er Jahre an, danach gastierte er in Frankfurt am Main und Hamburg.
Seine ersten Filmrollen bei der DEFA hatte Engel 1954/1955 in drei Spielfilmdebüts junger Regisseure: Konrad Wolfs Einmal ist keinmal, Günter Reischs Junges Gemüse und Joachim Kunerts Besondere Kennzeichen: keine. Danach wandte sich auch Engel der Regiearbeit zu und drehte 1959, unterstützt vom erfahrenen Kameramann Erwin Anders (1908–1972), den Kinderfilm Das Zaubermännchen, eine Verfilmung des Märchens Rumpelstilzchen der Brüder Grimm mit Siegfried Seibt in der Titelrolle.
Der Märchenfilm sollte Engels einzige Arbeit als Filmregisseur bleiben. Als Darsteller war er aber kontinuierlich in Film und Fernsehen präsent, meist in Nebenrollen. Zu den einprägsamsten gehörten der Storch im Fernseh-Fünfteiler Dr. Schlüter (1965/1966) von Karl Georg Egel und Achim Hübner, der Schuldirektor im einzigen Spielfilm des Dokumentaristen Winfried Junge, Der tapfere Schulschwänzer (1967), und der Vater der Hauptfigur in Herrmann Zschoches Liebe mit 16 (1974). Seine wichtigste DEFA-Arbeit war 1986 die Hauptrolle des alten Gustav Wengler in Rainer Simons Familiensaga Wengler & Söhne.
Nach der Wende war er mehrfach in Filmen von Andreas Kleinert zu sehen, mit dem er schon bei dessen erstem Langspielfilm Leb wohl, Joseph (1989) zusammengearbeitet hatte. Eine größere Rolle hatte er beispielsweise gemeinsam mit Christine Gloger als altes Elternpaar in Kleinerts Verlorene Landschaft (1992). Seit Ende der 1990er Jahre spielte Engel vor allem Episodenrollen in Fernsehserien wie Wolffs Revier, Alphateam – Die Lebensretter im OP, Liebesau – Die andere Heimat, St. Angela, Edel & Starck, Pastewka und Kinder, Kinder.
Auch auf der Bühne war er 1990 zu sehen,  als Vater Knie in Zuckmayers Drama „Katharina Knie“.
Engel war mit der Schauspielerin Sina Fiedler verheiratet. Gelegentlich spielten die beiden auch im Film ein Ehepaar, so in Lothar Warnekes preisgekröntem Drama Die Beunruhigung (1982) und im Fernsehmehrteiler Sachsens Glanz und Preußens Gloria (1985/1987).

## Filmographie
- 1955: Einmal ist keinmal – Regie: Konrad Wolf
- 1956: Junges Gemüse – Regie: Günter Reisch
- 1956: Besondere Kennzeichen: keine – Regie: Joachim Kunert
- 1960: Fernsehpitaval: Der Fall Dibelius – Schnoor (Fernsehreihe)
- 1962: Altweibersommer – Regie: Hans Knötzsch
- 1962: Freispruch mangels Beweises
- 1962: Wohl dem, der lügt (Fernsehfilm)
- 1962: Geboren unter schwarzen Himmeln (TV) – Regie: Achim Hübner
- 1963: Geheimarchiv an der Elbe – Regie: Kurt Jung-Alsen
- 1963: Nackt unter Wölfen – Regie: Frank Beyer
- 1963: Tote reden nicht (TV-Zweiteiler) – Regie: Helmut Krätzig
- 1964: Schwarzer Samt – Regie: Heinz Thiel
- 1964: Der geteilte Himmel – Regie: Konrad Wolf
- 1965: Der Reserveheld – Regie: Wolfgang Luderer
- 1965: Das Kaninchen bin ich – Regie: Kurt Maetzig[2]
- 1965: Der Nachfolger (TV) – Regie: Ingrid Sander
- 1966: Dr. Schlüter (TV) – Regie: Achim Hübner
- 1966: Trick 17b (TV) – Regie: Hans-Erich Korbschmitt
- 1966: Geheimkommando Bumerang (TV) – Regie: Helmut Krätzig
- 1967: Geschichten jener Nacht (Episode 4): Der große und der kleine Willi) – Regie: Gerhard Klein
- 1967: Die gefrorenen Blitze – Regie: János Veiczi
- 1967: Der tapfere Schulschwänzer – Regie: Winfried Junge
- 1968: Tod im Preis inbegriffen (TV) – Regie: Hans Joachim Hildebrandt
- 1968: Der Streit um den Sergeanten Grischa (TV) – Regie: Helmut Schiemann
- 1968: Ich – Axel Cäsar Springer (TV) – Regie: Helmut Krätzig, Ingrid Sander, Achim Hübner
- 1969: Mohr und die Raben von London – Regie: Helmut Dziuba
- 1971: Verwandte und Bekannte (TV-Serie) – Regie: Georg Leopold
- 1972: Die Bilder des Zeugen Schattmann (TV, 4 Teile) – Regie: Kurt Jung-Alsen
- 1973: Die sieben Affären der Doña Juanita (vierteiliger Fernsehfilm)
- 1973: Der Staatsanwalt hat das Wort: Unverhofftes Wiedersehen (TV-Reihe) – Regie: Horst Zaeske
- 1973: Das unsichtbare Visier (TV-Serie) – Regie Peter Hagen
- 1974: Liebe mit 16 – Regie: Herrmann Zschoche
- 1974: Der Untergang der Emma – Regie: Helmut Dziuba
- 1974: Visa für Ocantros (TV) – Regie: Kurt Jung-Alsen
- 1974: Zwischen vierzig und fünfzig (TV) – Regie: Wolf-Dieter Panse
- 1974: Warum kann ich nicht artig sein? (TV) – Regie: Gunter Friedrich
- 1976: Die Emser Depesche (TV) – Regie: Ralph J. Boettner
- 1976: Das Mädchen Krümel (TV-Serie) – Regie: Rainer Hausdorf
- 1976: Requiem für Hans Grundig (TV) – Regie: Achim Hübner
- 1976: Fernseh-Pitaval: Der Weg ins Nichts (TV) – Regie: Hubert Hoelzke
- 1976: Die Bibliothekarin (TV)
- 1977/1979: Feuer unter Deck – Regie: Herrmann Zschoche[3]
- 1977: Polizeiruf 110: Trickbetrügerin gesucht (TV) – Regie: Hans Knötzsch
- 1977: Gefährliche Fahndung (TV) – Regie: Rainer Hausdorf
- 1977: Dantons Tod (Studioaufzeichnung)
- 1978: Eine Handvoll Hoffnung – Regie: Frank Vogel
- 1978: Brandstellen – Regie: Horst E. Brandt
- 1978: Rotschlipse – Regie: Helmut Dziuba
- 1979: Für Mord kein Beweis – Regie: Konrad Petzold
- 1979: Chiffriert an Chef – Ausfall Nr. 5 – Regie: Helmut Dziuba
- 1979: Addio, piccola mia – Regie: Lothar Warneke
- 1979: Der Staatsanwalt hat das Wort: Doppelte Buchführung (TV) – Regie: Christa Mühl
- 1980: Levins Mühle – Regie: Horst Seemann
- 1980: Kunstraub (TV) – Regie: Edgar Kaufmann
- 1980: Als Unku Edes Freundin war – Regie: Helmut Dziuba
- 1981: Wäre die Erde nicht rund – Regie: Iris Gusner
- 1981: Polizeiruf 110: Das zweite Gesicht (TV) – Regie: Dagmar Wittmers
- 1981: Die Beunruhigung – Regie: Lothar Warneke
- 1982: Der Staatsanwalt hat das Wort: Gefährliche Freundschaft (Fernsehreihe) – Regie: Bodo Fürneisen
- 1984: Ärztinnen
- 1984: Eine sonderbare Liebe – Regie: Lothar Warneke
- 1985: Sachsens Glanz und Preußens Gloria: Brühl (TV) – Regie: Hans-Joachim Kasprzik
- 1985: Blonder Tango – Regie: Lothar Warneke
- 1985: Mein lieber Onkel Hans (TV) – Regie: Dagmar Wittmers
- 1986: Jan auf der Zille – Regie: Helmut Dziuba
- 1987: Käthe Kollwitz – Bilder eines Lebens – Regie: Ralf Kirsten
- 1987: Wengler & Söhne. Eine Legende – Regie: Rainer Simon
- 1987: Sachsens Glanz und Preußens Gloria: Aus dem siebenjährigen Krieg (TV) – Regie: Hans-Joachim Kasprzik
- 1988: Polizeiruf 110: Billig zu verkaufen (TV) – Regie: Gabriele Denecke
- 1988: Polizeiruf 110: Ohne Wenn und Aber (TV) – Regie: Klaus Grabowsky
- 1989: Die Beteiligten – Regie: Horst E. Brandt
- 1989: Späte Ankunft (Fernseh-Zweiteiler)
- 1989: Die Besteigung des Chimborazo – Regie: Rainer Simon
- 1989: Feriengewitter – Regie: Karola Hattop
- 1989: Leb wohl, Joseph (HFF) – Regie: Andreas Kleinert
- 1990: Polizeiruf 110: Robert und seine Schwestern (TV) – Regie: Jan Růžička
- 1990: Die Architekten – Regie: Peter Kahane
- 1990: Die Ritter der Tafelrunde (TV) – Regie: Fritz Bornemann
- 1992: Verlorene Landschaft – Regie: Andreas Kleinert
- 1993: Tatort: Tod einer alten Frau (TV) – Regie: Matti Geschonneck
- 1994: Wiederkehr – Regie: Silvana Abbrescia-Rath
- 1994: Heller Tag – Regie: Andrey Nitzschke
- 1994: Ihre Exzellenz, die Botschafterin (Fernsehserie, 1 Episode) – Regie: Peter Deutsch
- 1997: Tatort: Schlüssel zum Mord (TV) – Regie: Sylvia Hoffman
- 1999: Wege in die Nacht – Regie: Andreas Kleinert
- 1999: Klemperer – Ein Leben in Deutschland (TV) – Regie: Kai Wessel und Andreas Kleinert
- 2000: Liebe, Tod und viele Kalorien
- 2002: Edel & Starck (Fernsehserie: Episode 3)
- 2006: Pastewka (Fernsehserie, 1 Episode)

Regie und Drehbuch:
- 1960: Das Zaubermännchen (Regie mit Erwin Anders; Drehbuch mit Gudrun Rammler und Margot Beichler)

## Theater
- 1964: Claus Hammel: Frau Jenny Treibel (Otto Treibel) – Regie: Horst Schönemann (Maxim-Gorki-Theater Berlin)
- 1965: Slátan Dudow: Der Feigling (Archivrat) – Regie: Dieter Kolditz (Maxim-Gorki-Theater Berlin)
- 1968: Seán O’Casey: Der Stern wird rot – Regie: Kurt Veth (Maxim-Gorki-Theater Berlin)
- 1969: Michail Schatrow: Bolschewiki (Volkskommissar Zjurupa) – Regie: Fritz Bornemann (Maxim-Gorki-Theater Berlin)
- 1969: Nikolai Gogol: Der Revisor (Hospitalverwalter) – Regie: Hans-Georg Simmgen (Maxim-Gorki-Theater Berlin)
- 1970: Ernst Ottwalt: Kalifornische Ballade (mehrere Rollen) – Regie: Fritz Bornemann (Maxim-Gorki-Theater Berlin)
- 1970: Klaus Wolf: Lagerfeuer (Neuerer) – Regie: Achim Hübner/Fritz Bornemann (Maxim-Gorki-Theater Berlin)
- 1971: Jewgeni Schwarz: Der Schatten (Finanzminister) – Regie: Fritz Bornemann (Maxim-Gorki-Theater Berlin)
- 1972: William Congreve: Liebe für Liebe (Diener Jeremy) – Regie: Karl Gassauer (Maxim-Gorki-Theater Berlin)
- 1986: Claus Hammel: Die Preußen kommen – Regie: Karl Gassauer (Maxim-Gorki-Theater Berlin)

## Hörspiele
- 1951: Heinrich von Kleist: Der zerbrochene Krug (Ruprecht) – Regie: Werner Wieland (Hörspiel – Berliner Rundfunk)
- 1953: Herbert Torbeck/Manda Torbeck: Die letzte Meldung (Bergon) – Regie: Wolfgang Schonendorf (Hörspiel – Berliner Rundfunk)
- 1961: Heinrich Böll: Zum Tee bei Doktor Borsig (Robert) – Regie: Wolfgang Brunecker (Hörspiel – Rundfunk der DDR)
- 1961: Günter Koch/Manfred Uhlmann: Mordsache Brisson (André) – Regie: Hans Knötzsch (Dokumentation – Rundfunk der DDR)
- 1962: Rolf Schneider: Godefroys (Siegfried) – Regie: Otto Dierichs (Hörspiel – Rundfunk der DDR)
- 1963: Rolf Schneider: Der Ankläger (Mann) – Regie: Fritz Göhler (Hörspiel – Rundfunk der DDR)
- 1964: Gerhard Stübe: Cicero contra Schellhase (Blumenfeld) – Regie: Helmut Molegg (Hörspiel – Rundfunk der DDR)
- 1964: Walter Alberlein: Künstlerpech (Zierfisch) – Regie: Werner Wieland (Hörspiel – Rundfunk der DDR)
- 1965: Albert Maltz: Das Flammenzeichen (Pastor Frisch) – Regie: Peter Groeger (Hörspiel – Rundfunk der DDR)
- 1966: Manfred Streubel: Nico im Eis – Regie: Joachim Staritz (Kinderhörspiel – Rundfunk der DDR)
- 1967: Siegfried Pfaff: Regina B. – Ein Tag in ihrem Leben (Klarmann) – Regie: Fritz-Ernst Fechner (Hörspiel – Rundfunk der DDR)
- 1968: Michail Schatrow: Bolschewiki – Regie: Wolf-Dieter Panse (Hörspiel – Rundfunk der DDR)
- 1968: Vito Blasi/Anna-Luisa Meneghini: Eiertanz – Regie: Hans Knötzsch (Hörspiel – Rundfunk der DDR)
- 1968: Gerhard Rentzsch: Am Brunnen vor dem Tore (Wachtmeister) – Regie: Hans Knötzsch (Hörspiel – Rundfunk der DDR)
- 1969: Fritz Selbmann: Ein weiter Weg – Regie: Fritz-Ernst Fechner (Hörspiel (8 Teile) – Rundfunk der DDR)
- 1969: Claude Prin: Potemkin 68 (Arbeiter) – Regie: Edgar Kaufmann (Hörspiel – Rundfunk der DDR)
- 1969: Dimitar Gulew: Unterwegs zum anderen Ufer (Geheimagent) – Regie: Helmut Hellstorff (Hörspiel – Rundfunk der DDR)
- 1969: Armin Müller: Gesichter (Stadtrat) – Regie: Wolfgang Brunecker (Hörspiel – Rundfunk der DDR)
- 1969: Wolfgang Graetz/Joachim Seyppel: Was ist ein Weihbischof? Oder Antworten zur Akte Defregger – Regie: Edgar Kaufmann (Hörspiel – Rundfunk der DDR)
- 1970: Michail Schatrow: Der sechste Juli (Sablin) – Regie: Helmut Hellstorff (Hörspiel – Rundfunk der DDR)
- 1970: Horst Bastian: Deine Chance zu leben – Regie: Detlef Kurzweg (Hörspiel – Rundfunk der DDR)
- 1970: Arne Leonhardt: Unser stiller Mann (Queck) – Regie: Werner Grunow (Hörspiel – Rundfunk der DDR)
- 1971: Hans-Jörg Dost: Passio Camilo – Regie: Barbara Plensat/Detlef Kurzweg (Hörspiel – Rundfunk der DDR)
- 1971: Jürgen Beidokat: Drei Kapitel über eine Meuterei (Sekretär) – Regie: Werner Grunow (Hörspiel – Rundfunk der DDR)
- 1972: Jan Klima: Der Tod liebt die Poesie (Dr. Jirschi Erben) – Regie: Werner Grunow (Kriminalhörspiel – Rundfunk der DDR)
- 1973: Lya Rikova: Die Dame mit den zwei Köpfen (Artur) – Regie: Miroslawa Valova (Hörspiel – Rundfunk der DDR)
- 1973: Bertolt Brecht: Leben des Galilei  – Regie: Fritz Göhler (Hörspiel – Rundfunk der DDR)
- 1974: Wolf D. Brennecke: Abriss eines Hauses – Regie: Fritz-Ernst Fechner (Hörspiel – Rundfunk der DDR)
- 1974: Ivan Isacovic: Alter schützt vor Torheit nicht (Zootechniker) – Regie: Albrecht Surkau (Hörspiel – Rundfunk der DDR)
- 1974: Hans Siebe: Die roten Schuhe (Mandel) – Regie: Barbara Plensat (Kriminalhörspiel – Rundfunk der DDR)
- 1975: Linda Teßmer: Der Fall Tina Bergemann (Direktor) – Regie: Hannelore Solter (Hörspiel – Rundfunk der DDR)
- 1975: Irmgard Keun: Das kunstseidene Mädchen (Ernst) – Regie: Wolfgang Brunecker (Hörspiel – Rundfunk der DDR)
- 1975: Jules Verne: Die Erfindung des Verderbens (Englischer Kriegsminister) – Regie: Andreas Scheinert (Kinderhörspiel – Rundfunk der DDR)
- 1975: Branko Hribar: Bum! Bum! Peng! Und aus! (Annas Vater) – Regie: Peter Groeger (Kinderhörspiel – Rundfunk der DDR)
- 1976: Adolf Glaßbrenner: Antigone in Berlin (Zuschauer im Parkett) – Regie: Werner Grunow (Hörspiel (Kunstkopf) – Rundfunk der DDR)
- 1976: Antonio Skármeta: Die Suche (Pater) – Regie: Joachim Staritz (Hörspiel – Rundfunk der DDR)
- 1978: Hans Siebe: Sommer in Kriebusch (Herbig) – Regie:Fritz-Ernst Fechner (Hörspiel – Rundfunk der DDR)
- 1980: Georg Büchner: Dantons Tod (Billaud) – Regie: Joachim Staritz (Hörspiel – Rundfunk der DDR)
- 1980: Michail Bulgakow: Die Kabale der Scheinheiligen (Bruder Treue) – Regie: Werner Grunow (Hörspiel – Rundfunk der DDR)
- 1980: Friedrich Schiller: Maria Stuart (Aubespine) – Regie: Werner Grunow (Hörspiel – Rundfunk der DDR)
- 1981: Hans Siebe: Drei Bagnaresi (Ullmann) – Regie: Horst Liepach (Hörspiel – Rundfunk der DDR)
- 1981: Alexander Kuprin: Olessja – Regie: Norbert Speer (Kinderhörspiel – Rundfunk der DDR)
- 1982: Gisela Richter-Rostalski: Markos Geldschein – Regie: Norbert Speer (Kinderhörspiel – Rundfunk der DDR)
- 1981: Giorgio Bandini: Unser unmenschliches Haus (Nachbar) – Regie: Helmut Hellstorff (Hörspiel – Rundfunk der DDR)
- 1981: Richard von Volkmann: Pechvogel und Glückskind (Vater) – Regie: Christa Kowalski (Kinderhörspiel – Rundfunk der DDR)
- 1981: Edwin Hoernle: Vom König, der die Sonne vertreiben wollte – Regie: Maritta Hübner (Kinderhörspiel – Rundfunk der DDR)
- 1982: Johann Wolfgang von Goethe: Die neue Melusine (Eckwald) – Regie: Petra Wellner (Kinderhörspiel – Rundfunk der DDR)
- 1983: Heinz Drewniok: Unterm Birnbaum – Regie: Wolfgang Schonendorf (Hörspiel – Rundfunk der DDR)
- 1984: Peter Gauglitz: Feuer bitte (Emil) – Regie: Edith Schorn (Hörspielreihe:  Fälle des Kriminalanwärters Marzahn, Nr.: 5 – Rundfunk der DDR)
- 1984: Brüder Grimm: Der Teufel mit den drei goldenen Haaren (Städter) – Regie: Maritta Hübner (Kinderhörspiel – Litera)
- 1986: Brüder Grimm: Die Prinzessin und der Spielmann (Hofmarschall) – Regie: Manfred Täubert (Kinderhörspiel – Rundfunk der DDR)
- 1986: Elifius Paffrath: Die Prinzessin und der Spielmann (Hofmarschall) – Regie: Manfred Täubert (Kinderhörspiel – Rundfunk der DDR)
- 1987: Brüder Grimm: Drosselbart (König) – Regie: Maritta Hübner (Kinderhörspiel – Rundfunk der DDR)
- 1987: Manfred Müller: Die wunderbare Ziege (König) – Regie: Manfred Täubert (Kinderhörspiel – Rundfunk der DDR)
- 1989: Peter Brasch: Santerre (Ludwig XVI.) – Regie: Joachim Staritz (Hörspiel – Rundfunk der DDR)
- 1995: Jürgen Ebertowski/Joy Markert: Esbeck und Mondrian (Shibata) – Regie: Peter Groeger (Kriminalhörspiel – SFB)